# Limnodriloides winkelmanni
Limnodriloides winkelmanni är en ringmaskart som beskrevs av Wilhelm Michaelsen 1914. Limnodriloides winkelmanni ingår i släktet Limnodriloides, och familjen glattmaskar. Arten är reproducerande i Sverige.